# Енкур (Долина Оазе)
Енкур (фр. Aincourt) је насељено место у Француској у региону Париски регион, у департману Долина Оазе.
По подацима из 2011. године у општини је живело 967 становника, а густина насељености је износила 96,41 становника/km².

## Демографија
| 1962. | 1968. | 1975. | 1982. | 1990. | 2011. |
| ----- | ----- | ----- | ----- | ----- | ----- |
| 567   | 595   | 530   | 709   | 622   | 967   |